# 뒷문
뒷문은 상대방 돌과 접하고 있는 방벽의 허술한 부분으로, 변에 형성된 널찍한 집모양의 한쪽이 터져 있어 침입하기 좋은 곳이다.